# Dorothea Klumpke
Dorothea Klumpke-Roberts, född 9 augusti 1861 i San Francisco, död där 5 oktober 1942, var en amerikansk-fransk astronom, gift 1901 med den brittiske astronomen Isaac Roberts.
Klumpke blev, efter studier i Göttingen, Lausanne och Paris, 1886 anställd vid observatoriet i Paris samt 1892 direktor för den där förlagda byrån för upprättandet av den stora internationella fotografiska stjärnkartan och stjärnkatalogen. Förutom de arbeten, som stod i sammanhang med detta kart- och katalogarbete, publicerade hon i facktidskrifterna en mängd observationer om bland annat planeter, kometer och meteorer samt det matematisk-astronomiska arbetet Contributions à l'étude des anneaux de Saturne (1893).

## Eftermäle
Asteroiderna 339 Dorothea och 1040 Klumpkea är uppkallade efter henne.